# Jazz Is Dead 16: Phil Ranelin & Wendell Harrison
Um
Phil Ranelin & Wendell Harrison: Jazz Is Dead 16 ist ein Fusionalbum von Adrian Younge und Ali Shaheed Muhammad. Die um 2021/22 in den Linear Labs Studios, Los Angeles, entstandenen Aufnahmen erschienen am 27. Januar 2023 auf dem Label Jazz Is Dead. Band 16 der gleichnamigen Serie enthält neue Aufnahmen von Younge und Muhammad mit Phil Ranelin und Wendell Harrison, in den 1970er-Jahren Gründer des Musikerkollektivs, Plattenlabels und Magazins Tribe.

## Hintergrund
Das Duo Adrian Younge und Ali Shaheed Muhammad bildete sich 2016, als sie Koproduzenten von Kendrick Lamars „Track 06“ für Untitled Unmastered für Top Dawg Entertainment waren. Erklärtes Ziel des Produzentenduos ist es, „Legenden aus der Vergangenheit in den Vordergrund zu stellen und „ihren Beitrag“ zur Popmusik im Allgemeinen und zum Jazz im Besonderen hervorzuheben“, notierte Chris May. Vorausgegangen sind hervorhebenswerte Produktionen wie Doug Carn: Jazz Is Dead 005, Katalyst: Jazz Is Dead 13 und Jazz Is Dead 14 (2022) mit Musik des Bassisten Henry Franklin. Younge, Muhammad und Schlagzeuger Greg Paul (der schon beim ersten Jazz-Is-Dead-Album 2020 beteiligt war) bilden bei den meisten Alben den Kern der Studioband, wobei die Stargäste oft auf kurze Cameo-Rollen reduziert werden, so Chris May.
Der Tenorsaxophonist Wendell Harrison, der auf dem Album auch auf der Bassklarinette zu hören ist, und der Posaunist Phil Ranelin waren 1971 die Gründer des Detroiter Musikerkollektivs Tribe samt dem gleichnamigen Musiklabel, einer Plattform für lokale Musiker, die darauf zielte, sowohl ihre Kreativität auszudrücken als auch die Kontrolle über die Vermarktung und den Vertrieb ihrer Platten zu haben.

## Titelliste
- Adrian Younge & Ali Shaheed Muhammad: Phil Ranelin & Wendell Harrison: Jazz Is Dead 16 (Jazz Is Dead JID016)[4]

1. Genesis
2. Open Eye
3. Running with the Tribe
4. Fire in Detroit
5. Ursa Major
6. Metropolitan Blues
7. Black Census

Die Kompositionen stammen von Phil Ranelin, Wendell Harrison, Adrian Younge und Ali Shaheed Muhammad.

## Rezeption
Glücklicherweise sei Phil Ranelin und Wendell Harrison: Jazz Is Dead 16 im Vergleich mit manchen zuvor entstandenen Produktionen des Duos ein Gewinn, schrieb Chris May in All About Jazz. Aber die Erinnerung an die vorangegangenen Flops bleibe bestehen und es dürfte durchaus noch ein paar Erfolge des Produzenten-Duos brauchen, um sie zu vergessen. Obwohl die wichtigsten künstlerischen Helden der Tribe-Musiker um Phil Ranelin & Wendell Harrison Jazzmusiker wie John Coltrane, Archie Shepp und Ornette Coleman waren, hätten viele von ihnen regelmäßig als Session-Musiker für Detroits Motown Records gearbeitet, und Funk sei ein wichtiges Substrat ihrer wesentlichen Tribe-Veröffentlichungen gewesen, und dies würde auch gut zu den Hip-Hop-Neigungen von Younge und Muhammad passen.

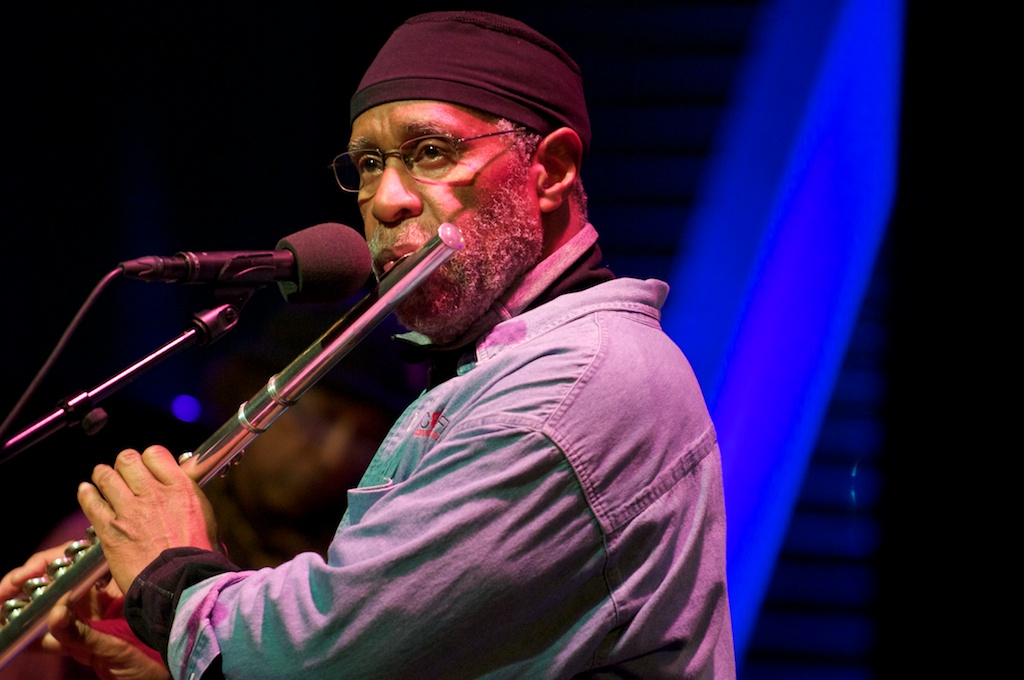
Bennie Maupin

Philip Freeman zählte das Album zu den besten Neuerscheinungen des Monats; Ranelin und Harrison hätten in den frühen 1970er-Jahren in Detroit auf Tribe Records gefühlvollen, spirituellen Jazz-Funk gespielt, der sowohl in seiner Botschaft als auch allein aufgrund seiner bloßen Existenz zur Selbstständigkeit ermutigt habe. Das Stück „Fire in Detroit“ präsentiere Ranelin an der Posaune, Harrison an der Bassklarinette, Younge an Flöte, Fender Rhodes, Hammond B3, Marimba und Akustikgitarre, Muhammad am verzerrten E-Bass, und Greg Paul am Schlagzeug. Es habe einen schlurfenden Groove, der zwischen pastoraler Sanftheit (Flöte, Akustikgitarre) und verzerrtem Funkrock wechsle, wenn Muhammad auf das Basspedal tritt. Harrisons Bassklarinette würde auf gleiche die Art und Weise grollen, wie Bennie Maupin auf Bitches Brew Miles Davis’ dichten, überwucherten Klangdschungel durchschneide.
Adrian Younge und Ali Shaheed Muhammad hätten eine ergreifende Serie von Aufnahmen geschaffen,  schrieb Thierry Docmac in Paris Move, und in einer Reihe neuer Stücke würden die beiden Musiker/Produzenten den anhaltenden Einfluss von Tribe und die fortwährende Größe von Phil Rananelin und Wendell Harrison zelebrieren. Dieses unglaubliche Album würde eine Ära effektiv wiederbeleben, wobei es in einigen Aspekten an eine Funk-Gruppe wie MFSB erinnere. Hier finde man diese musikalische Radikalität, einen Tauchgang in Form einer musikalischen Synthese, die zeitweise in die 70er und in den Free Jazz zurückversetze.
Joe Zimmer schrieb in der Detroiter Website Metro Times, Tribe habe in letzter Zeit endlich die Anerkennung bekommen, die es verdiene, mit Neuauflagen und Boxsets, die in den letzten Jahren in die Plattenläden kamen. Das Label würde jedoch seit jeher für mehr als nur virtuose Jazzdarbietungen und auch als frühe Blaupause für die gemeinschaftsorientierte Kunstorganisation, -förderung und -verteilung stehen. Diese Veröffentlichung sei die perfekte Übergabe der Fackel zwischen den Generationen und unterstreiche gleichzeitig den einzigartigen Fußabdruck, den Detroit im Laufe des letzten Jahrhunderts im Jazz hinterlassen habe.
Nach Ansicht von Dave Sumner (Daily Bandcamp) steigert das Duo Adrian Younge und Ali Shaheed Muhammad sein Spiel immer weiter und engagiert sich für Kollaborationen, die sowohl inspirierend als auch lohnend sind. Diese Musik sei in vielerlei Hinsicht sowohl „Old New School“ als auch „New New School“, und das Ensemble zeige, wie das alles unter ein Dach passe. Die mühelosen Grooves und der sonnige melodische Dialog dieser Musik seien eine Impfung mit den anhaltenden Auswirkungen des Winters. Dieses Album könnte die Startrampe sein, um mehr in die Musik von Wendell Harrison und Phil Ranelin einzutauchen.